# Pseudophasma missionum
Pseudophasma missionum är en insektsart som beskrevs av Salvador de Toledo Piza Júnior 1981. Pseudophasma missionum ingår i släktet Pseudophasma och familjen Pseudophasmatidae. Inga underarter finns listade i Catalogue of Life.